# Studium postaci Herkulesa
Studium postaci Herkulesa – obraz olejny namalowany w pierwszej połowie XVIII wieku przez anonimowego malarza czynnego w Rzymie, znajdujący się w zbiorach Zamku Królewskiego w Warszawie.
Pochodzenie obrazu nie jest jednoznaczne bowiem wiązany był z kręgiem włoskiego malarza Pietro Della Vecchii, a także ze szkołą hiszpańskiego artysty Jusepe de Ribery tworzących w XVII wieku. Profesor Nicola Spinosa uważa, że dzieło nie jest obrazem siedemnasto- lecz osiemnastowiecznym i że jest to akademickie studium powstałe w Bolonii lub w Rzymie w środowisku Akademii Francuskiej. Sygnatura JR lub AR widniejąca na obrazie u dołu po lewej pozostaje niezidentyfikowana.

## Opis
Obraz przedstawia nagiego herosa mitologii rzymskiej Herkulesa (jego greckim odpowiednikiem jest Herakles), siedzącego na lwiej skórze i wpatrującego się w trzymaną w lewej dłoni maczugę. Potężna i muskularna sylwetka Herkulesa jest doskonale widoczna, czego podkreśleniem jest uwydatnienie przez autora płótna każdej partii mięśni herosa. Ciemne tło pomaga w skupieniu uwagi na postaci. 
Obraz pochodzi z galerii króla Polski i wielkiego księcia litewskiego Stanisława Augusta, do której został nabyty w 1781. Przechowywany był w Malarni Królewskiej, w pracowni nadwornego malarza króla Marcello Bacciarellego służąc jako pomoc dydaktyczna do kopiowania i ćwiczeń.